# Наше приредбе
„Наше приредбе” је југословенска телевизијска серија снимљена 1968. године у продукцији Телевизије Београд.

## Улоге
| Глумац                    | Улога                           |
| ------------------------- | ------------------------------- |
| Слободан Алигрудић        |                                 |
| Љубомир Ћипранић          |                                 |
| Предраг Цуне Гојковић     |                                 |
| Богдан Јакуш              | Војник                          |
| Душан Јанићијевић         |                                 |
| Милан Јелић               |                                 |
| Тома Курузовић            |                                 |
| Драган Лаковић            |                                 |
| Оливера Марковић          |                                 |
| Бранислав Цига Миленковић | (као Бранислав-Цига Миленковић) |
| Србољуб Милин             |                                 |
| Дубравка Нешовић          |                                 |
| Горан Султановић          |                                 |
| Љубомир Убавкић           |                                 |
| Богољуб Динић             |                                 |
| Јанез Врховец             |                                 |
| Предраг Живковић Тозовац  |                                 |
| Аница Зубовић             |                                 |
| Предраг Ивановић          |                                 |
| Богдан Девић              |                                 |

Комплетна ТВ екипа  ▼
| Редитељ              | Јован Ристић        |
| Сценариста           | Бора Ћосић          |
| Сценариста           | Војислав Костић     |
| Композитор           | Војислав Костић     |
| Директор фотографије | Александар Петковић |
| Mонтажер             | Милица Петровић     |